# 阿木翁助

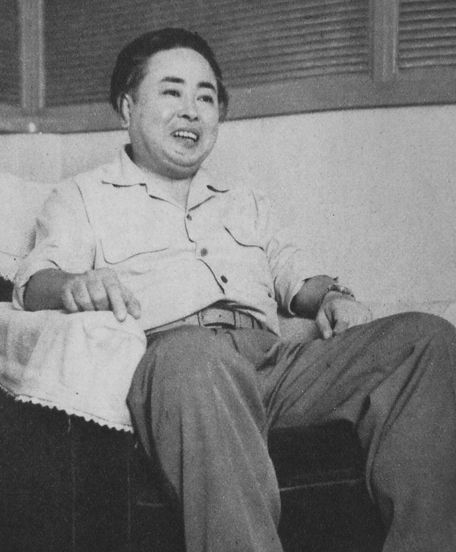
1954年

阿木 翁助（あぎ おうすけ、1912年7月14日 - 2002年9月11日）は、日本の劇作家、脚本家。本名：安達鉄翁。息子は東宝プロデューサー。孫は笠井信輔（元フジテレビアナウンサー）。
脚本作品としては、1957年のNHKのラジオドラマ「花くれないに」、1964年のNET系のテレビドラマ「徳川家康」などが知られる。

## 経歴
長野県諏訪郡下諏訪町出身。旧制長野県立諏訪中学（現長野県諏訪清陵高等学校）卒業。1930年、小説家を志し上京。
1932年東京プロレタリア演劇研究所を卒業、築地小劇場演劇研究所の研究生となり、1934年にはムーラン・ルージュ新宿座文芸部、新派文芸部に入って劇作家としての道を歩み始め、「女中あい史」の脚本で名を挙げる。
1936年、吉本興業新喜劇座文芸部へ。のち、松竹新派劇団文芸部。
太平洋戦争に応召、復員後は、ラジオ、テレビの脚本を数多く手がけ、昭和の演劇、芸能史を彩った作品は千本を越える。
1958年、日本テレビ芸能局長となり、「作家局長」と呼ばれた。1963年に辞任。1967年、日本テレビ常務取締役制作本部長となる。
1966年日本放送作家協会理事長、1990年会長に就任。共立女子大学の講師も務めた。

## 受賞歴
- 紫綬褒章（1977年）
- 勲四等旭日小綬章（1983年）
- 日本文芸大賞（1983年、「悪魔の侵略」）

## 主な作品

### 戯曲
- 「冬の星」
- 「長女」
- 「青い林檎」

### ラジオ
- 「花のゆくえ」
- 「花くれないに」

### テレビ
- 「徳川家康」（1964）
- 「悪魔の侵略」

### 映画
- 「鍵」（1983年、出演）

## 著書
- 新制中学・高等学校学校劇脚本集 蓼科書房 1948 (スクール文庫)
- 夜の河 宝文館 1954 (ラジオ・ドラマ新書)
- 花のゆくえ ラジオ東京連続放送劇 第1-2部 田園書房 1955
- 月遠けれど 東方社 1956
- 花ふたたび 桃源社 1956
- 花くれないに 第1部 洋洋社 1957-1958
- 愛の秘密 東方社 1958
- 青い葡萄 東方社 1959
- この道六十五年 花茂の歴史 甲陽書房 1966
- 花に命あり 花茂三代 花茂本店編 甲陽書房 1972
- 色道つれづれ草 報知新聞社 1974
- 演劇の青春 築地小劇場、ムーラン・ルージュからの出発 早川書房 1977「青春は築地小劇場からはじまった」と改題、社会思想社現代教養文庫
- しみる言葉 講談社 1982
- 忘れがたき言葉 講談社 1984
- わが命の灯を 心筋梗塞と肺ガンを越えて 講談社 1990